# Denison (Texas)
Denison település az Amerikai Egyesült Államok, Texas államában, Grayson megyében. Itt született Dwight D. Eisenhower, az elmaradott községnek más híres szülöttje szinte nincs. Itt állították fel 1901-ben az első Interurbant Texas államban. Itt található az 5262 férőhelyű Munson Stadium. Nevét George Denison politikusról kapta. Denison a franciaországi Cognac testvérvárosa.

## Népesség
A város népességének változása:
| Lakosok száma | 3975 | 22 773 | 22 682 | 24 479 |
|               | 1880 | 2000   | 2010   | 2020   |